# Еулер
Еулер (15. март 1971) бивши је бразилски фудбалер.

## Каријера
Током каријере играо је за Сао Пауло, Палмеирас, Васко да Гама и многе друге клубове.

## Репрезентација
За репрезентацију Бразила дебитовао је 2000. године. За национални тим одиграо је 6 утакмица и постигао 3 гола.

## Статистика
| Бразил | Бразил | Бразил |
| Год.   | Ута.   | Гол.   |
| ------ | ------ | ------ |
| 2000   | 1      | 1      |
| 2001   | 5      | 2      |
| Укупно | 6      | 3      |